# Resava
Resava (makedonska: Ресава) är en ort i Nordmakedonien. Den ligger i kommunen Kavadarci, i den centrala delen av landet, 80 kilometer sydost om huvudstaden Skopje. Resava ligger 312 meter över havet och antalet invånare är 336.